# Wang Thonglang
Wang Thonglang (in thailandese: วังทองหลาง) è uno dei 50 distretti (khet) della città di Bangkok, in Thailandia.